# Rosa

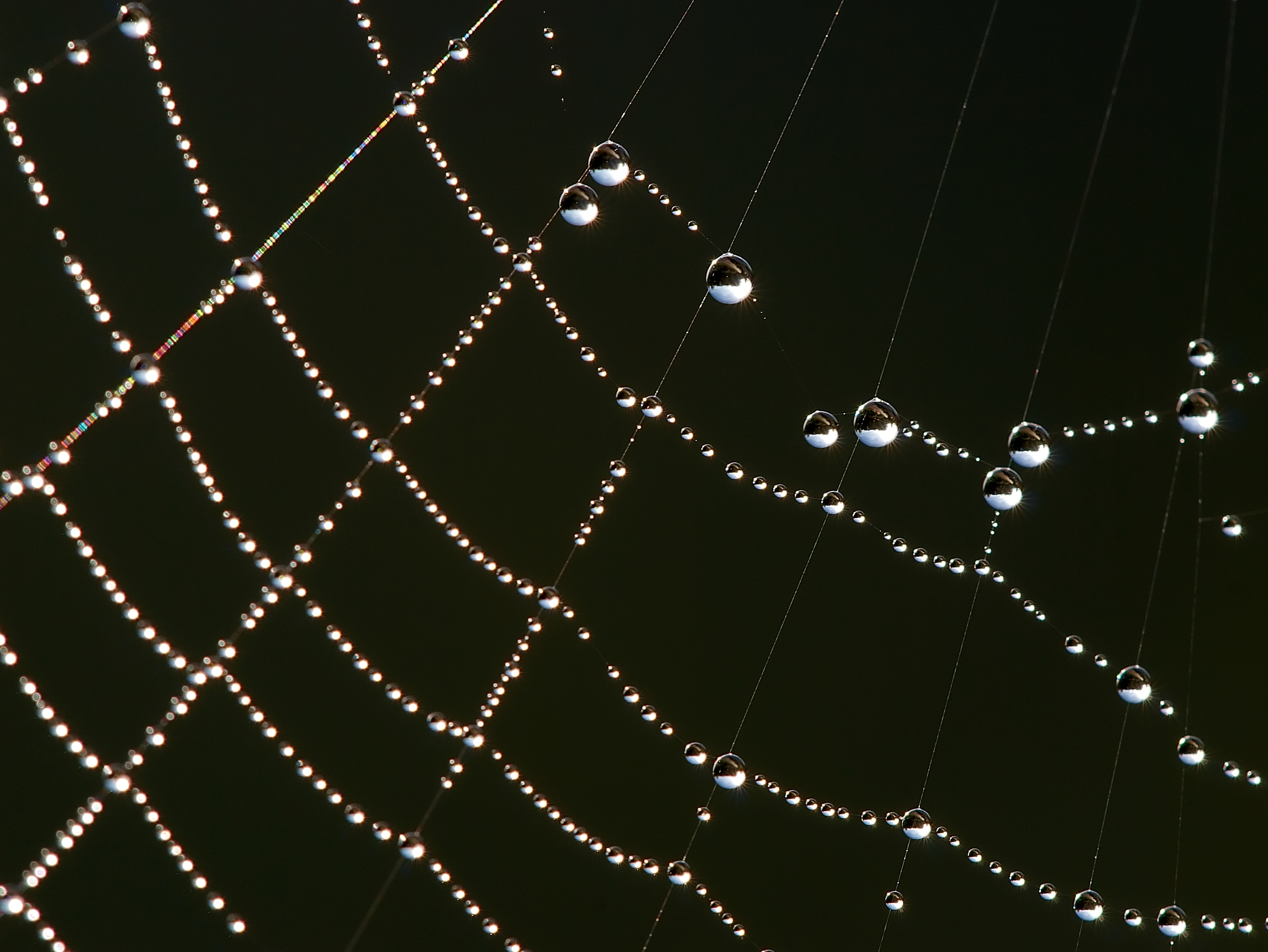
Poranna rosa na pajęczynie

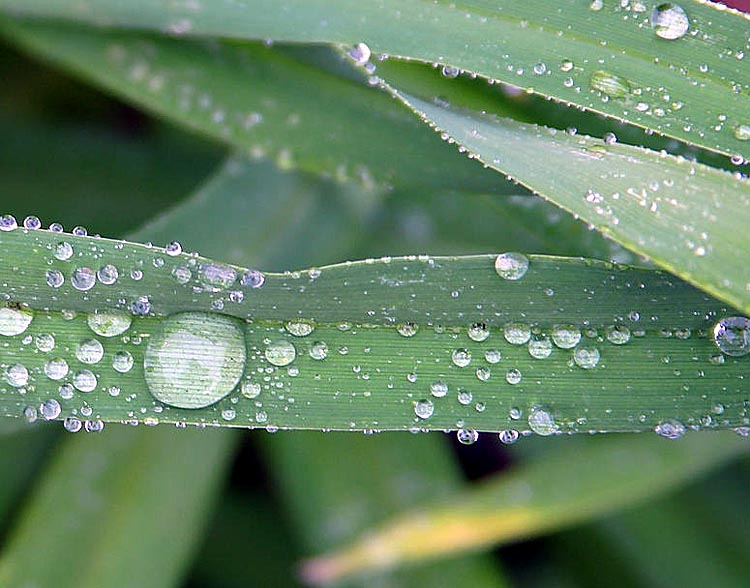
Rosa na liściach trawy

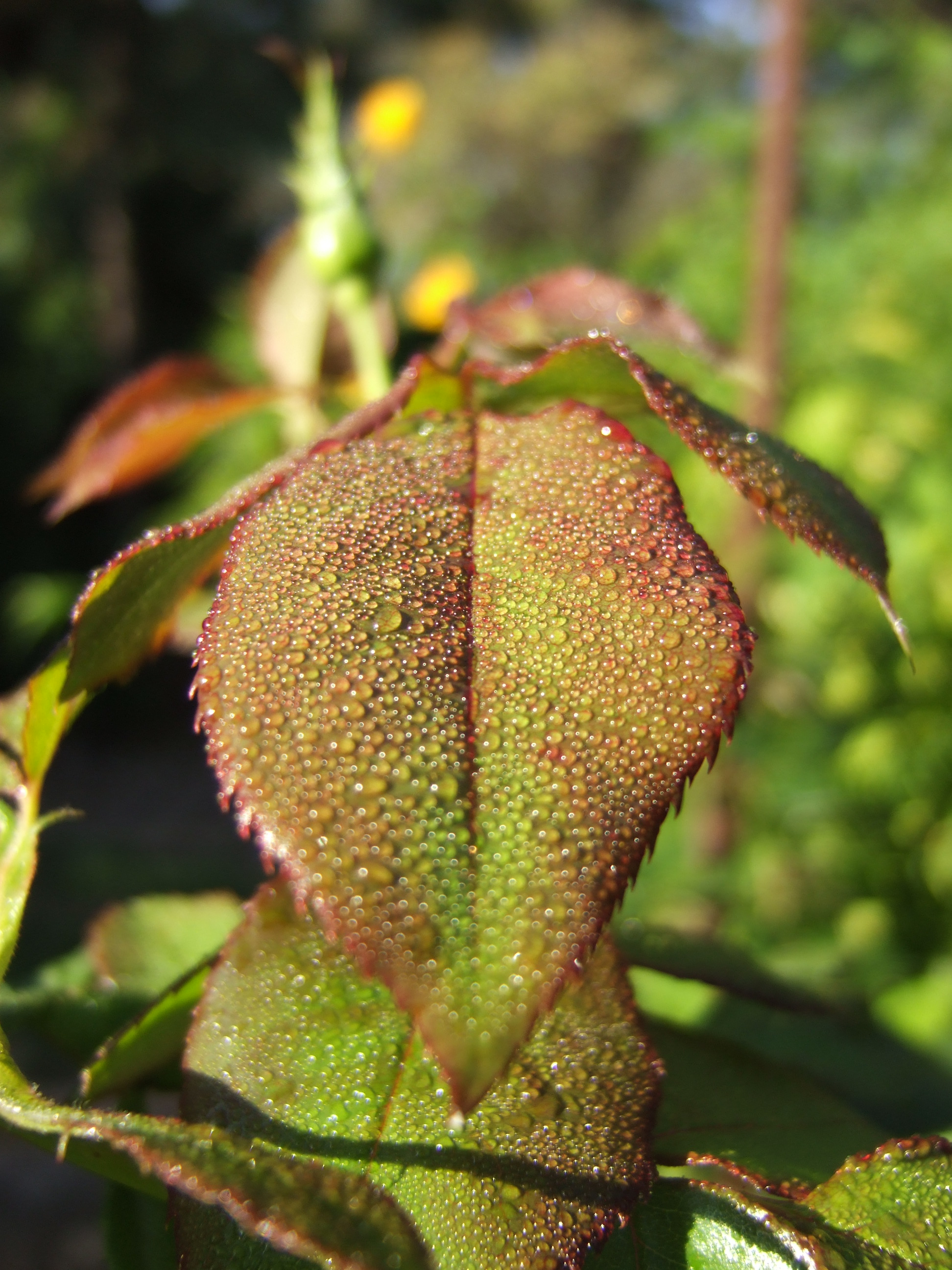
Rosa na liściach róży

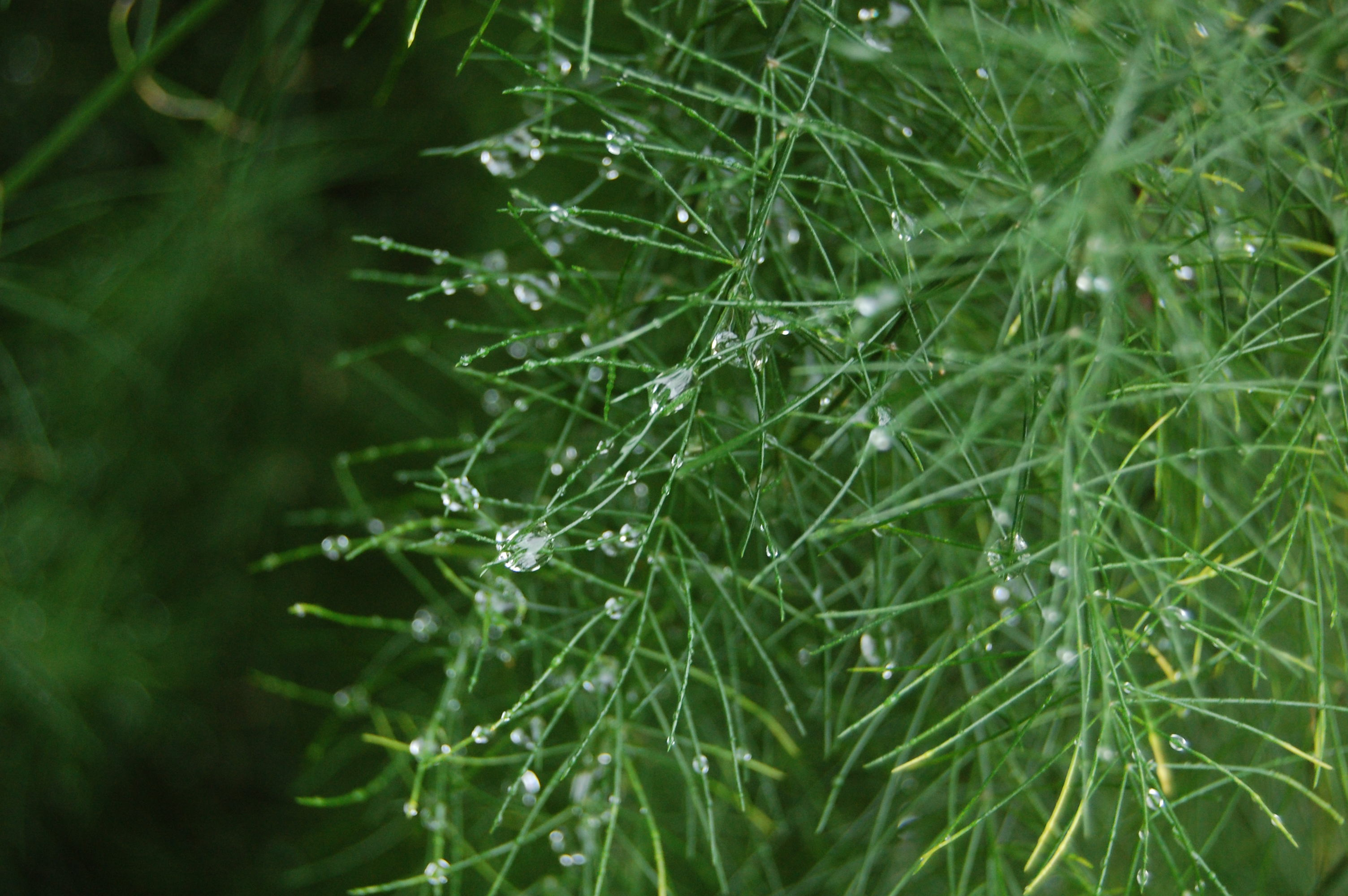
Rosa na szparagu lekarskim

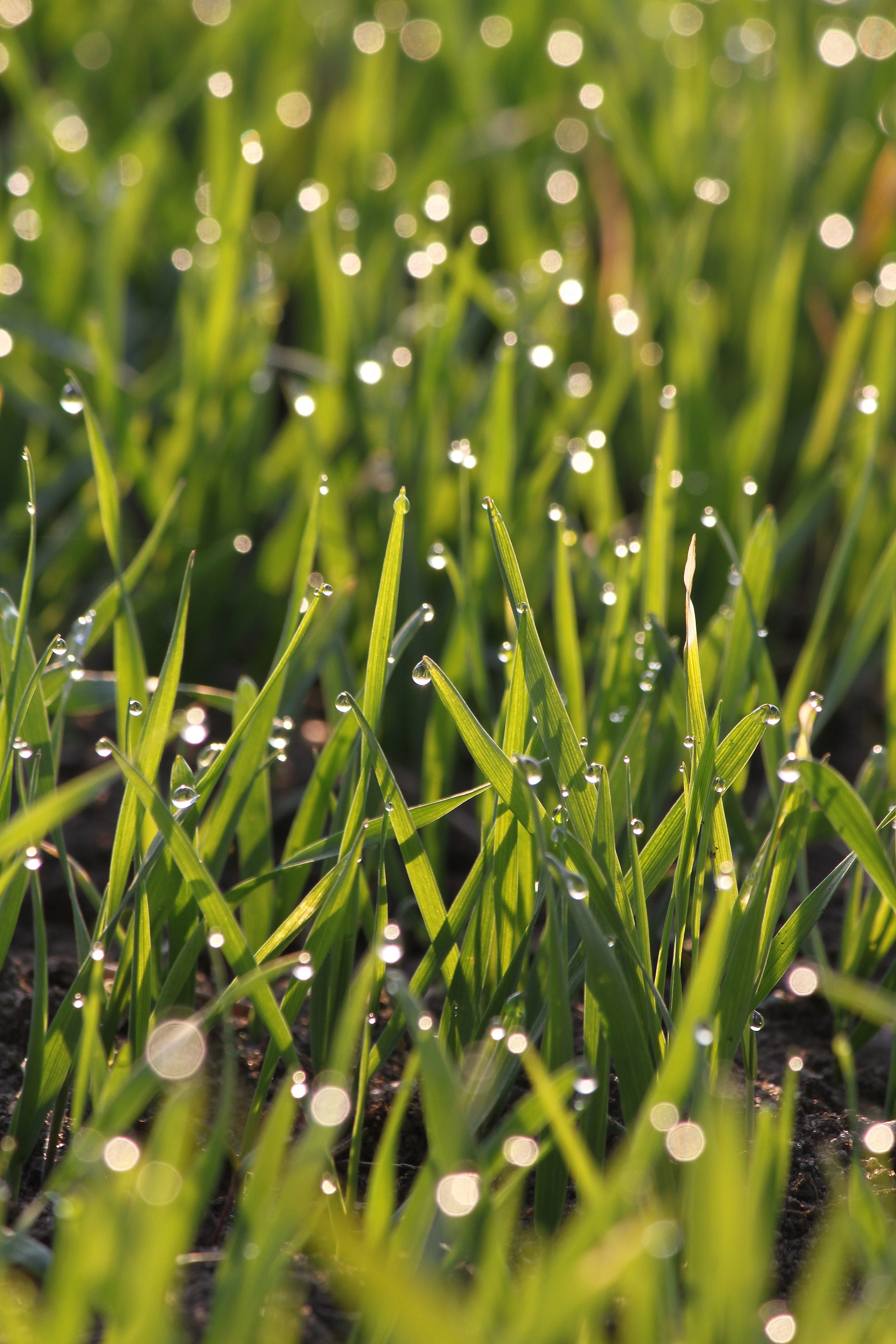
Gutacja na młodym zbożu, mylona z rosą

Rosa – osad atmosferyczny w postaci kropel wody powstających na powierzchni skał, roślin i innych przedmiotów w wyniku skraplania się pary wodnej zawartej w powietrzu. 
Rosa, podobnie jak mgła, powstaje w wyniku kondensacji pary wodnej w temperaturze niższej od punktu rosy. Zamarznięte kropelki rosy tworzące przezroczyste grudki lodu nazywane są białą rosą. Biała rosa występuje najczęściej jesienią i wiosną.
symbol rosysymbol rosy białej - osad białych zamarzniętych kropelek rosy.

## Rosa powstająca w wyniku radiacji
Rosa powstaje na przedmiotach wyniku wypromieniowywania (radiacji) przez nie energii cieplej. Ten typ rosy powstaje w warunkach bezchmurnej i bezwietrznej pogody, gdy następuje intensywne wypromieniowanie ciepła z powierzchni ziemi. Jeżeli temperatura ciał spadnie poniżej punktu rosy, to będzie na nich kondensować para wodna tworząc krople rosy. 
Temperatura ciał o niewielkiej grubości, takich jak liście, cienkie blachy, najszybciej obniża się z powodu ich małej pojemności cieplnej przypadającej na jednostkę powierzchni, dlatego osad pojawia się na nich najwcześniej. Ciała o dużej grubości wychładzają się wolniej w wyniku napływu energii cieplnej z wnętrza i na nich rosa osiada później, a nawet nie osiada. Tempo chłodzenia zależy w tym przypadku od przewodnictwa cieplnego ciała i temperatury wnętrza ciała. 
Występowanie rosy radiacyjnej wieczorem i rano prognozuje dobrą pogodę.

## Rosa powstająca w wyniku napływu powietrza
Rosa adwekcyjna powstaje w wyniku napływu cieplejszego i wilgotniejszego powietrza lub przeniesienia chłodnych przedmiotów do cieplejszych pomieszczeń. W naturze powstaje zazwyczaj w pobliżu frontów atmosferycznych, przed burzą. Wilgotne powietrze ma znacznie wyższą temperaturę punktu rosy - nawet o kilkanaście stopni. Rosa adwekcyjna pojawia się wówczas na kamieniach, glazurze, przedmiotach metalowych w chłodnych pomieszczeniach i zwiastuje pogorszenie pogody lub burzę.
Rosa nie występuje na powierzchniach wchłaniających wodę, a na przedmiotach o bardzo małym napięciu powierzchniowym nie powstają kropelki, lecz jednorodną warstwę wody. 

## Znaczenie
Rosa występująca w przyrodzie nie wyrządza znacznych szkód materialnych i dlatego nie jest podawana w prognozach pogody. 
Występowanie rosy tylko w niewielkim stopniu wpływa na zjawiska cieplne w atmosferze, osad rosy może osiągnąć maksymalną teoretyczną grubość 0,8 mm na dobę, jednak rzadko przekracza 0,5 mm. 
W regionach o dłuższych porach suchych, rosa dostarcza wody dla drobnych roślin i porostów np. sadzonki sosny mogą korzystać z rosy. 
Rosa przyczynia się do rozwoju patogenów roślin takich jak grzyby, np. zaraza ziemniaka. 
Ma pewne znaczenie w organizacji prac polowych, ograniczając lub uniemożliwiając wykonywanie wielu prac polowych takich jak, opryski, nawożenie dolistne i pogłówne, zbiór i omłoty traw, zbóż. Ułatwia jednak zbiór roślin kruchych, oraz takich, których nasiona łatwo osypują się np. strączkowe. 
Występowanie rosy w wyniku napływu ciepłego i wilgotnego powietrza, odparowania znacznej ilości ciepłej wody lub wniesienia chłodnego urządzenia do ciepłego i wilgotnego pomieszczenia stanowi zagrożenie uszkodzenia sprzętu elektrycznego i elektronicznego oraz niebezpieczeństwo porażenia osób obsługujących sprzęt.